# Смолярня (Гродненская область)
Смолярня́ (бел. Смалярня́, пол. Smolarnia) — деревня в Сморгонском районе Гродненской области Белоруссии.
Входит в состав Коренёвского сельсовета.
Расположена в центральной части района на левобережьи реки Ратагол. Расстояние до районного центра Сморгонь по автодороге — около 9 км, до центра сельсовета деревни Корени по прямой — чуть более 5 км. Ближайшие населённые пункты — Белевичи, Рачуны, Яжги. Площадь занимаемой территории составляет 0,0803 км², протяжённость границ 1610 м.
Согласно переписи население Смолярни в 1999 году насчитывало 7 человек.
Название говорит о том, что в прошлом здесь было смолокуренное производство по перегонке смолы и скипидара из древесины.
Через деревню проходят местные автомобильные дороги:
- Н7803 Осиновщизна — Матюляны — Смолярня
- Н7949 Девятни — Чёрный Бор — Смолярня — Подзелёная

Примерно в двух километрах к северу от деревни находится ландшафтно-ботанический заказник «Голубые озёра».